# Saint-Lary, Ariège

Saint-Lary este o comună în departamentul Ariège din sudul Franței. În 1 ianuarie 2022 avea o populație de 147 de locuitori.